# Podjezična kost
Podjezična kost (lat. os hyoideum), ponekad u literaturi i jezična kost, kost je koja se nalazi u vratu, ima oblik potkove s dva para rogova i jedina je kost ljudskog tijela koja nije uzglobljena s drugim kostima.
Jezična je kost ligamentima vezana za sljepoočnu kost, nalazi se na mišićima vrata (u razini 4. vratnog kralješka) i podupire jezik.

## Strukture
Jezična kost sastoji se od trupa (lat. corpus ossis hyoidei) iz kojeg na svakoj strani dva roga izlaze:
- manji rogovi (lat. corna minora) - gornji
- veći rogovi (lat. corna majora) - donji

## Polazišta i hvatišta mišića
Sljedeći se mišići hvataju (ili polaze) za jezičnu kost:
- musculus constrictor pharyngis medius (lat.)
- musculus hyoglossus (lat.)
- dvotrbušasti mišić
- kolčastopodjezični mišić
- bradnopodjezični mišić
- čeljusnopodjezični mišić
- musculus genioglossus (lat.)
- štitastopodjezični mišić
- ramenopodjezični mišić
- prsnopodjezični mišić